# Lavandeira (Tocantins)
Lavandeira est une municipalité brésilienne située dans l'État du Tocantins.